# Adil Osmanov
Adil Osmanov (n. 2 iulie 2000, Moscova, Rusia) este un judocan moldovean.

## Carieră
Sportivul s-a născut la Moscova dintr-un tată azer și o mamă moldoveană. În 2017 s-a mutat în Republica Moldova. A devenit vicecampion european la juniori în 2019. La Europenele de Tineret (sub 23) a câștigat medalia de bronz în 2021 și 2022.
La seniori Adil Osmanov a ocupat locul 5 la Campionatul European de la Zagreb din 2024. În același an a reprezentat Republica Moldova la Jocurile Olimpice de la Paris. La categoria de 73 kg a cucerit medalia de bronz. Anul următor a câștigat medalia de aur la Jocurile Mondiale Universitare.